# 283 (numero)
Duecentottantatré (283) è il numero naturale dopo il 282 e prima del 284.

## Proprietà matematiche
- È un numero dispari.
- È un numero difettivo.
- È un numero primo (1 e il numero stesso sono i suoi unici divisori).
- È un numero primo troncabile a sinistra.
- È un numero strettamente non palindromo.
- È parte della terna pitagorica (283, 40044, 40045).
- È un numero fortunato.

## Astronomia
- 283P/Spacewatch è una cometa periodica del sistema solare.
- 283 Emma è un asteroide della fascia principale del sistema solare.

## Astronautica
- Cosmos 283 è un satellite artificiale russo.